# Canale del Nicaragua

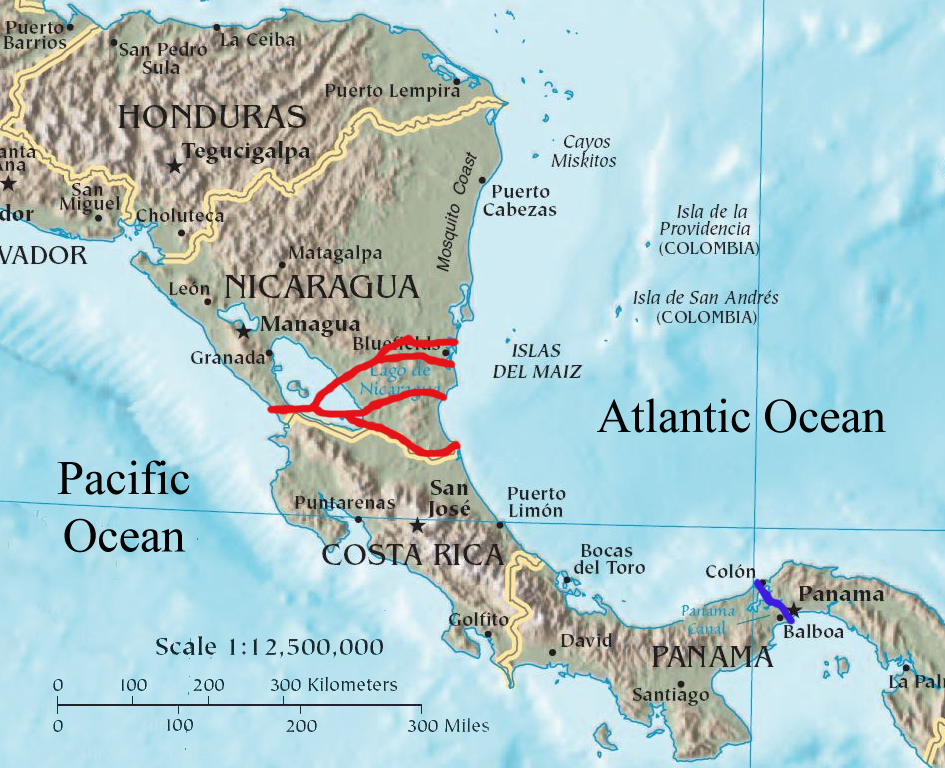
In rosso i percorsi proposti per il canale (2013). In blu: il canale di Panama

Il canale del Nicaragua è un progetto di percorso navigabile tra il Mar dei Caraibi (oceano Atlantico) e l'oceano Pacifico, attraverso il paese centramericano del Nicaragua. Il canale avrebbe dovuto risalire un corso fluviale sino al lago Nicaragua, e negli ultimi 10 km tagliare l'istmo di Rivas con uno scavo a partenza da Brito.
La costruzione del canale lungo il corso del San Juan fu proposta già agli albori dell'era coloniale. Napoleone III, all'inizio del XIX secolo, redasse un articolo sulla sua fattibilità. Gli Stati Uniti, che coltivarono il progetto all'inizio del XX secolo, vi rinunciarono dopo l'acquisto dei diritti francesi sul canale di Panama (1904).
Le speculazioni sulla costruzione di un nuovo canale tra gli oceani tuttavia proseguono, alimentate dall'incremento costante del traffico marittimo mondiale, che rende il progetto economicamente attuabile. In alternativa, potrebbe essere costruita una ferrovia (o una combinazione di ferrovia e oleodotto) di collegamento tra i porti atlantici e pacifici.
Nel giugno 2013, il parlamento nicaraguense ha approvato un disegno di legge che attribuisce una concessione cinquantennale per la costruzione dell'opera alla Hong Kong Nicaragua Canal Development Investment Company (HKND). La concessione è rinnovabile per altri cinquant'anni dal momento dell'effettiva entrata in funzione del canale. Il progetto permetterebbe di gestire il transito delle maggiori navi del mondo, incluse le portacontainer mercantili di dimensioni eccessive anche per il nuovo sistema di chiuse a Panama (classe New Panamax).

## Percorso
Tutti i percorsi proposti per il canale impiegano le acque del lago Nicaragua, sito all'altitudine di 32 m s.l.m. Il traffico potrebbe essere convogliato dall'oceano Atlantico al lago:
1. da Cayman Rock attraverso i fiumi Escondido e Oyate, con due possibili varianti intermedie;
2. da Hound Sound Bar attraverso i fiumi Rama e Oyate;
3. da Punta Gorda, con due possibili varianti;
4. da San Juan del Norte attraverso il fiume San Juan.

I vari tracciati prevedono il collegamento alla costa pacifica attraverso i fiumi Las Lajas e Brito. Lo sbocco nel Pacifico presso San Juan del Sur o Brito richiederebbe in tutti i casi lo scavo dello stretto istmo di Rivas, la cui altitudine minima è 56 m s.l.m.
Il percorso 4, che prevede l'approfondimento del letto del San Juan e l'installazione di nuove chiuse, è quello che assicura il minor impatto ambientale e i minori costi; ma la HNKD l'ha escluso, e ha accordato invece la sua preferenza al percorso 2. La società ha incaricato l'Environmental Resources Management (ERM), uno dei principali consulenti di sostenibilità del mondo, di una stima indipendente sull'impatto ambientale e sociale dei vari tracciati.

## Storia

### Dal 1825 al 1913

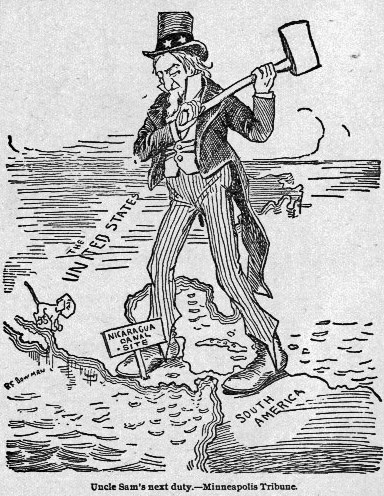
Vignetta del 1895 inneggiante all'intervento degli Stati Uniti nella realizzazione del canale del Nicaragua

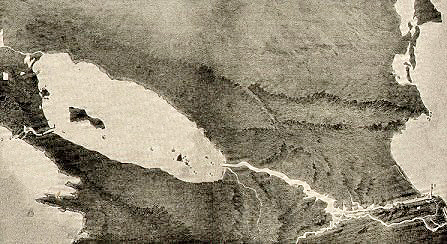
Proposta del canale, circa 1899

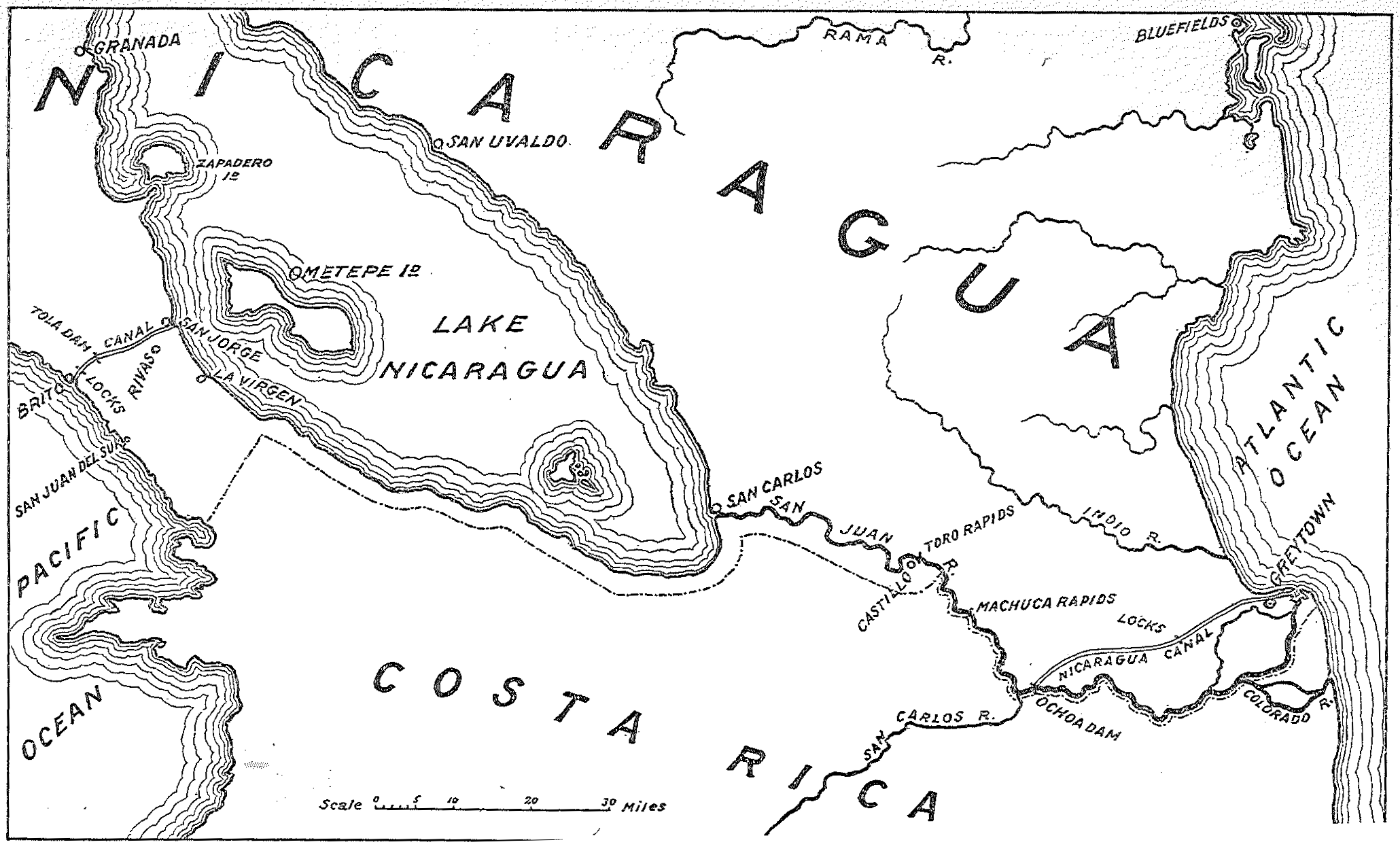
Proposta del canale, 1902

L'idea di realizzare un canale artificiale attraverso il Centroamerica è di lunga data. Già l'amministrazione coloniale della Nuova Spagna aveva condotto dei sopralluoghi preliminari. I percorsi solitamente ipotizzati avrebbero attraversato il Nicaragua, Panama o l'Istmo di Tehuantepec in Messico.
Nel 1825 la recentemente costituita Repubblica Federale del Centro America (RFCA) considerò l'idea di realizzare il canale. Quell'anno, le autorità del governo della RFCA incaricarono dei topografi allo scopo di effettuare i rilievi sul percorso e contattarono il governo degli Stati Uniti alla ricerca di finanziamenti e della tecnologia ingegneristica necessaria alla costruzione del canale, a vantaggio di entrambe le nazioni. Una ricerca degli anni 1830 affermava che il canale sarebbe stato lungo 278 km (172,7 mi) e che avrebbe prevalentemente seguito il fiume San Juan dal Mar dei Caraibi al lago Nicaragua per poi, attraverso una serie di chiuse e tunnel, dal lago all'Oceano Pacifico.
Nonostante i funzionari a Washington ritenessero il progetto meritevole di attenzione, tanto da spingere il Segretario di Stato Henry Clay a presentarlo formalmente al Congresso degli Stati Uniti nel 1826, quest'ultimo non diede la sua approvazione. Gli Stati Uniti guardavano con preoccupazione alla povertà e all'instabilità politica del Nicaragua, così come agli interessi strategici ed economici del rivale governo britannico, che al tempo controllava sia lo Honduras Britannico (odierno Belize), sia la Costa dei Miskito.
Il 26 agosto 1849, il governo del Nicaragua sottoscrisse un contratto con l'uomo d'affari Cornelius Vanderbilt. Esso garantiva alla sua Accessory Transit Company il diritto esclusivo alla realizzazione del canale entro 12 anni, nonché l'amministrazione in esclusiva di una rotta commerciale temporanea nella quale l'attraversamento terrestre attraverso l'istmo di Rivas avveniva tramite treno e diligenza. La rotta temporanea operò con successo, diventando rapidamente uno degli sbocchi commerciali principali tra New York e San Francisco. La guerra civile in Nicaragua e l'invasione per opera di William Walker nel 1855 impedirono che la realizzazione del canale venisse portata a compimento.
Il continuo interesse nel canale fu un fattore importante nella negoziazione del Trattato Clayton-Bulwer del 1850. L'idea del canale venne discussa seriamente da imprenditori e governi per tutto il XIX secolo. Nel 1897, la statunitense Nicaraguan Canal Commission ripropose l'idea, così come la susseguente Isthmian Canal Commission nel 1899. D'altro canto, la commissione consigliò anche di rilevare il lavoro già svolto dai francesi se fosse stato possibile acquistarlo a una somma non superiore ai 40 milioni di dollari statunitensi. Dal momento che lo sforzo francese si trovava in difficoltà, nel 1904 gli Stati Uniti riuscirono ad acquistare la concessione in mano ai francesi, le attrezzature e gli scavi già realizzati proprio per 40 milioni di dollari statunitensi.
La Nicaraguan Canal Commission portò avanti la più accurata mappatura idrologica di sempre del fiume San Juan e del suo bacino idrografico, e nel 1899 concluse che un progetto interoceanico era realizzabile al costo totale di 138 milioni di dollari. Allo stesso tempo la Geological Society of America pubblicò l'articolo dal titolo "Physiography and Geology of Region Adjacent to the Nicaragua Canal Route" sul suo bollettino nel maggio del 1899, che rimane a oggi una delle ricerche geologiche più dettagliate della regione del fiume San Juan.
Sul finire del XIX secolo, il governo degli Stati Uniti si rivolse al presidente José Santos Zelaya allo scopo di affittare il suolo su cui realizzare il canale. Luis Felipe Corea, il ministro nicaraguense a Washington, scrisse al Segretario di Stato degli Stati Uniti John Hay esprimendo il supporto del governo di Zelaya alla realizzazione del canale. Gli Stati Uniti firmarono il trattato Sánchez-Merry col Nicaragua, nel caso le trattative parallele per un canale attraverso la Colombia non fossero andate a buon fine. Il trattato venne infine rigettato da Hay. Prima che Corea potesse completare una bozza della proposta nicaraguense, il Congresso degli Stati Uniti aveva volto la sua attenzione allo Spooner Act che avrebbe autorizzato la realizzazione del canale di Panama. In aggiunta alle stime relative al minor tempo di completamento richiesto dal canale di Panama rispetto a quello del Nicaragua, gli oppositori di quest'ultimo citarono la presenza dei rischi dell'attività vulcanica del vicino Momotombo.
Nel 1898, il capo del Sindacato Francese del Canale (un gruppo che possedeva ampie estensioni di terra a Panamá), Philippe Bunau Varilla, assunse il lobbysta William Nelson Cromwell al fine di esercitare pressione sul Congresso degli Stati Uniti a favore della realizzazione del canale di Panama. Nel 1902, approfittando di un anno di intensa attività vulcanica nel Mar dei Caraibi, Cromwell riuscì a far pubblicare un articolo sul New York Sun in cui si raccontava che il Momotombo aveva eruttato e causato una serie di scosse sismiche. Ciò destò preoccupazione riguardo ai possibili effetti su un canale in Nicaragua. Cromwell realizzò dei volantini con stampate immagini del Momotombo da spedire a ogni senatore così da fornire la "prova" dell'attività vulcanica in atto in Nicaragua. A questo si aggiunse l'eruzione del maggio del 1902 sull'isola Martinica che causò la morte di 30 000 persone. Questa catastrofe persuase la maggioranza del Congresso a votare in favore della costruzione del canale a Panamá, lasciando solo otto voti a favore del Nicaragua. La decisione di costruire il canale di Panama passò per quattro voti. Cromwell fu pagato 800 000 dollari per la sua azione lobbystica.
Successivamente il presidente del Nicaragua Zelaya si rivolse alla Germania e al Giappone per ottenere i finanziamenti necessari alla costruzione di un canale che avrebbe attraversato il dipartimento di Zelaya. Essendosi stabiliti sulla rotta panamense, gli Stati Uniti usarono il loro peso per opporsi alla proposta.

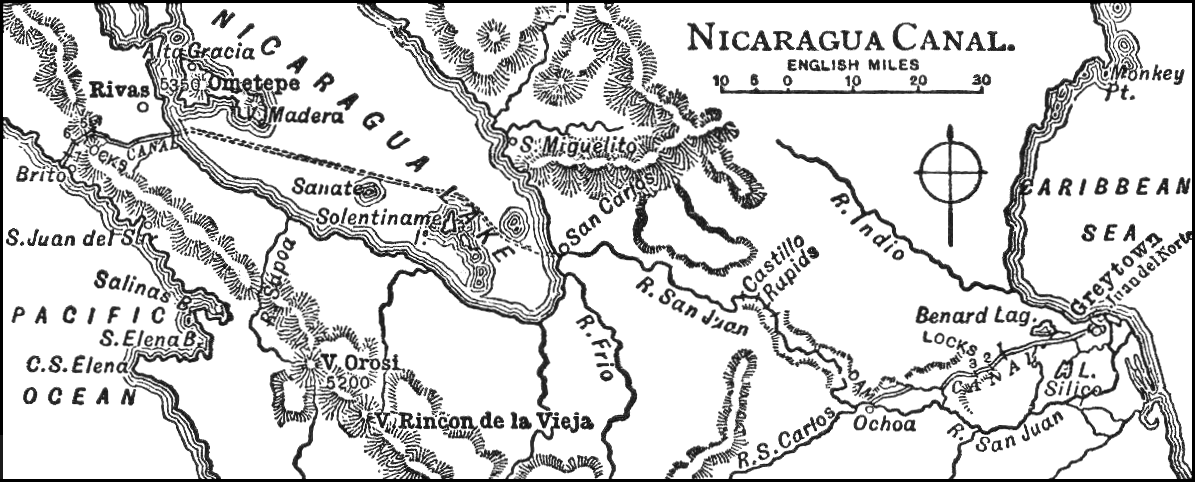
Mappa di uno dei progetti per il canale di Nicaragua

### Dal 1914 al 2009
Sin dall'apertura del canale di Panama nel 1914, il percorso del Nicaragua è stato sempre riconsiderato. La sua costruzione accorcerebbe la distanza da percorrere tra New York e San Francisco di quasi 800 km. In virtù del trattato Bryan-Chamorro del 1916, gli Stati Uniti hanno pagato al Nicaragua 3 milioni di dollari statunitensi in cambio dell'opzione perpetua e libera da tassazione, inclusi gli affitti di Corn Island e di un sito per una base navale nel golfo di Fonseca.
Nel 1929, lo United States Interocean Canal Board approvò lo svolgimento di uno studio dettagliato di durata biennale, noto come Sultan Report dal suo autore, il Geniere Colonnello dell'esercito statunitense Daniel Sultan, allo scopo di verificare la fattibilità del canale. Dal 1930 al 1931 il corpo di 300 genieri al suo comando esaminò il percorso del futuro canale, che venne soprannominato dei "Forty Niners", poiché ricalcava quasi perfettamente quello seguito dai minatori durante la corsa all'oro della California del 1849. Ma la Costa Rica protestò, affermando che i suoi diritti sul fiume San Juan erano stati violati, mentre El Salvador aggiunse che la proposta base navale avrebbe riguardato anche loro e l'Honduras. Entrambe le proteste furono recepite dalla Corte di Giustizia dell'America centrale attraverso decreti che non furono riconosciuti né dal Nicaragua né dagli Stati Uniti. Entrambi gli Stati abrogarono il trattato Bryan-Chamorro il 14 luglio 1970.
Tra il 1939 e il 1940, con la guerra in Europa in corso, venne intrapreso un nuovo studio per la realizzazione di un canale per chiatte. Vennero considerate tre varianti, con profondità minime di circa 2, 3 e 4 metri.
Nel 1999, l'Assemblea Nazionale del Nicaragua ha approvato all'unanimità la legge n. 319, per la costruzione di un canale a basso pescaggio lungo il fiume San Juan, chiamato Ecocanal. Questo collegherà il lago Nicaragua al Mar dei Caraibi, ma mancherà il collegamento inter-oceanico all'oceano Pacifico.
Nel 2000, il governo del Nicaragua ha ceduto una concessione alla Canal Interoceánico de Nicaragua SA (CINN), un'impresa costituita e diretta dal procuratore newyorkese Don Mario Bosco, per costruire una ferrovia che unisca via terra le coste del Nicaragua. Tuttavia la CINN non è stata in grado di ottenere i finanziamenti necessari ad avviare i lavori.
È possibile che questi progetti possano coesistere in parallelo col già proposto canale inter-oceanico.
Nel 2004, il governo del Nicaragua ha proposto nuovamente un canale che attraversi il paese, largo abbastanza da poter accogliere le cosiddette post-Panamax, navi che arrivano fino a 250 000 tonnellate, ben di più delle circa 65 000 tonnellate che il canale di Panama può attualmente gestire. Il costo stimato di questo progetto potrebbe raggiungere anche i 25 miliardi di dollari, 25 volte il budget statale annuale del Nicaragua. L'ex presidente Enrique Bolaños ha ricercato investitori stranieri per supportare il progetto. Quest'ultimo ha tuttavia incontrato strenua opposizione da parte degli ambientalisti, che hanno espresso preoccupazione per il danno che verrebbe arrecato ai fiumi e alla giungla. Il progetto era simile ai piani originali, con l'eccezione del punto in cui gli Stati Uniti avrebbero acquistato il terreno per gli investitori affinché cominciassero i lavori.
In aggiunta alla proposta governativa del canale, le proposte provenienti da privati si sono basate sulla realizzazione di un ponte di terra attraverso il Nicaragua. La Intermodal System for Global Transport (SIT Global), di cui fanno parte investitori nicaraguensi, canadesi e statunitensi, ha proposto di realizzare una ferrovia combinata, un oleodotto e un cavo in fibra ottica; un gruppo concorrente, la Inter-Ocean Canal of Nicaragua, propone di posare una ferrovia che unisca i porti sulle due coste.
Il 2 ottobre 2006 il presidente Enrique Bolaños, a un vertice per i ministri della difesa dell'emisfero occidentale, ha ufficialmente annunciato che il Nicaragua intende procedere alla realizzazione del progetto. Bolaños ha dichiarato che la domanda per due canali nell'istmo centro americano è sufficiente. Ha poi proclamato che il costo del progetto è stimato in 18 miliardi di dollari e che richiederà circa dodici anni. Porterà uno dei sei possibili percorsi a circa 280 km, ridurrà il tempo di viaggio da New York alla California di un giorno e 800 km, ridurrà considerevolmente i costi di spedizione dall'Europa alla Cina e al Giappone e avrà la capacità di far transitare navi fino a 250 000 tonnellate.
La sola costruzione del canale più che duplicherebbe il PIL del Nicaragua (escludendo eventuali ulteriori investimenti che giungerebbero grazie alla costruzione del canale). Alcune fonti suggeriscono che la costruzione del canale potrebbe permettere al Nicaragua di diventare una delle nazioni più ricche dell'America centrale, e una delle nazioni più ricche dell'America Latina in termini di reddito pro capite. Il governo è allo studio di ogni proposta disponibile a tale sviluppo. I sostenitori dell'idea credono che tutta l'America centrale beneficerebbe della costruzione del canale. Se un canale nicaraguense venisse costruito, "porterebbe un'effervescenza economica mai vista prima nell'America centrale", ha dichiarato Bolaños.
Nel 2009, il presidente della Federazione Russa Dmitrij Medvedev ha dimostrato interesse nel seguire la costruzione del collegamento oceanico. Tuttavia, nessun progresso è stato sinora fatto e il progetto di espansione del Canale di Panama sembra abbia smorzato l'entusiasmo russo per il progetto. Anche il principe sceicco Khalifa bin Zayed bin Sultan Al Nahayan degli Emirati Arabi Uniti ha espresso interesse nel progetto.

### Dal 2010 a oggi
Nel 2010 il Nicaragua ha firmato un contratto con due imprese coreane, Dongmyeong Engineering & Architecture Consultants (DMEC) e Ox Investment, per costruire un porto con i relativi edifici a Monkey Point sulla costa caraibica.
Il 27 luglio 2012 l'olandese Royal HaskoningDHV ha comunicato che il governo del Nicaragua aveva loro richiesto uno studio di fattibilità da essere completato entro i primi mesi del 2013 per un costo di 720 000 dollari statunitensi. L'appalto è stato quindi assegnato a un consorzio costituito dalla Royal HaskoningDHV e dalla Ecorys.
Il 26 settembre 2012 il governo del Nicaragua e una società di recente costituzione di Hong Kong hanno sottoscritto un memorandum d'intesa che ha obbligato il Gruppo HKND a finanziare e costruire il canale del Nicaragua e il progetto di sviluppo." Il Gruppo HKND è un'organizzazione privata. Il Gruppo HKND è ora entrato nella fase di studio di sviluppo per definire la fattibilità tecnologica ed economica della realizzazione del canale in Nicaragua, nonché delle potenziali implicazioni ambientali, sociali e regionali. Il canale e gli altri progetti associati sarebbero finanziati da investitori di tutto il mondo e genererebbero un notevole numero di posti di lavoro per il Nicaragua e vicine nazioni dell'America centrale.
Risultati iniziali provenienti dalle analisi commerciali condotte dal Gruppo HKND indicano come l'impatto combinato della crescita del commercio Est-Ovest e delle dimensioni delle navi possa fornire sufficiente presupposto per la costruzione di un secondo canale attraverso l'America centrale, notevolmente più ampio del canale di Panama allargato. Nel corso dei prossimi 10-15 anni, ci si attende che la crescita del commercio marittimo mondiale porti a congestioni e ritardi nel transito attraverso il canale di Panama senza una via complementare attraverso l'istmo. Inoltre, si prevede che nel 2030 il volume di scambio che un canale in Nicaragua potrebbe servire potrebbe crescere del 240% rispetto a oggi.
Il 10 giugno 2013 la Associated Press ha riportato la notizia che il Comitato per le Infrastrutture dell'Assemblea Nazionale ha votato all'unanimità a favore del progetto, con solo quattro membri astenuti. Il 13 giugno 2013, la legislatura del Nicaragua ha passato la legislazione, assicurando la concessione. Il 15 giugno, il presidente Ortega e il presidente del Gruppo HKND, Wang Jing, hanno firmato l'accordo di concessione, che assegna al Gruppo HKND i diritti per la costruzione e la gestione del canale e dei progetti a esso collegati per 50 anni. Un comunicato stampa emanato dal gruppo ha riportato: "Il Gruppo HKND ha con successo ottenuto il diritto di esclusiva allo sviluppo e alla gestione del grande canale del Nicaragua per 100 anni."
Sotto il contratto di esclusiva, Wang può evitare di costruire il canale (e non pagare nulla al Nicaragua) e operare semplicemente progetti paralleli a fini di lucro ed esentasse.
Nel giugno del 2013 l'amministratore delegato del Gruppo HKND Wang Jing ha annunciato in una conferenza stampa di aver attratto con successo investitori da tutto il mondo da coinvolgere nel progetto. Nel gennaio del 2014 Wang Jing e il presidente del Nicaragua Daniel Ortega hanno dichiarato che la realizzazione del progetto sarebbe cominciata nel dicembre del 2014, e che i lavori sarebbero stati ultimati nel 2019.
Nel maggio del 2017, i lavori non erano ancora iniziati ed erano stati espressi dubbi sul suo finanziamento. Infine, nel febbraio del 2018, fu annunciato l'annullamento del progetto.